# Alluaudomyia rostrata
Alluaudomyia rostrata är en tvåvingeart som beskrevs av Zhang, Xue, Deng och Yu 2004. Alluaudomyia rostrata ingår i släktet Alluaudomyia och familjen svidknott. Inga underarter finns listade i Catalogue of Life.